# 李琚 (正德進士)
李琚（1477年年—？年），字汝佩，山东济南府滨州霑化縣人，竈籍。

## 生平
治《易經》，行二，由國子生中式辛酉科（1501年）山东鄉試第三十七名舉人，年三十二歲中式正德三年（1508年）戊辰科會試第二百八十二名，第二甲第七十一名進士。授户部主事，遷员外郎，不久改任工部员外郎。官至郎中。

## 家族
曾祖李賓。祖李琢，義官。父李茂，典史。母趙氏；继母田氏。具庆下，兄邦臣、弟瑗（监生）、珩、璟、玭。